# Silvio Fauner
Silvio Fauner (* 1. November 1968 in San Pietro di Cadore, Provinz Belluno) ist ein ehemaliger italienischer Skilangläufer. Er gehörte in den 1990er Jahren zu den erfolgreichsten Medaillensammlern im Skilanglauf. Sein größter Erfolg war Staffelgold bei den Olympischen Winterspielen 1994 in Lillehammer.

## Werdegang
Sein internationales Debüt gab Fauner ei den Junioren-Skiweltmeisterschaften 1986 in Lake Placid. Dort belegte er den 15. Platz über 30 km. Im folgenden Jahr gewann er bei den Junioren-Skiweltmeisterschaften in Asiago Bronze mit der Staffel und Silber über 30 km. Im Dezember 1987 holte er beim Skilanglauf-Weltcup in Kastelruth mit Platz 15 über 30 km seine ersten Weltcuppunkte. Im Februar 1988 gewann er mit der italienischen Staffel bei den Juniorenweltmeisterschaften in Saalfelden die Silbermedaille im Staffelrennen. Bis zu seinem erneuten Weltcup-Einsatz vergingen jedoch zwei Jahre. Erst im Dezember 1989 kam er in Salt Lake City erneut zum Einsatz und feierte auch hier einen Punktegewinn.
Zur Saison 1991/92 wurde Fauner fest in den A-Nationalkader aufgenommen und bekam einen festen Startplatz im Weltcup. Bereits in seinem zweiten Weltcup der Saison in Silver Star erreichte er mit Rang drei seinen ersten Podestplatz. Bei den folgenden Olympischen Winterspielen 1992 in Albertville belegte er über 10 km einen sehr guten zehnten Platz. In der späteren Verfolgung verbesserte er sich auf den siebenten Rang. Im Staffelrennen gewann er gemeinsam mit Giuseppe Puliè, Marco Albarello und Giorgio Vanzetta die Silbermedaille. Wenig später beendete er seine erste komplette Saison auf Rang 14 der Weltcup-Gesamtwertung.
Auch in die folgende Saison 1992/93 startete Fauner mit guten Ergebnissen. In Bohinj landete er als Fünfter wieder auf einem Top-10-Rang. Bei den Nordischen Skiweltmeisterschaften 1993 in Falun erreichte er über 30 km den 13. Platz. Im folgenden Einzelrennen über 10 km lag er auf dem sechsten Rang, bevor er in der Verfolgung auf dem dritten Platz ins Ziel kam und damit die Bronzemedaille gewann. Da dieser Wettbewerb zugleich als Weltcup gewertet wurde, sicherte er sich auch hier mit dem dritten Rang wichtige Weltcup-Punkte. In der 4 × 10-km-Staffel gewann er mit der Mannschaft die Silbermedaille. Nachdem er auch beim Weltcup in Štrbské Pleso am Ende der Saison wieder auf dem Podium stand, belegte er am Ende der Saison Rang sechs in der Weltcup-Gesamtwertung.
In der folgenden Saison 1993/94 startete er mit einem schwachen 64. Platz in Santa Caterina. Jedoch fand er nach dieser Leistung wieder zu alter Stärke zurück und beendete die folgenden Weltcups alle unter den besten zehn. In Toblach erreichte Fauner mit Rang zwei sein bis dahin bestes Resultat. Bei den folgenden Olympischen Winterspielen 1994 in Lillehammer feierte er gemeinsam mit Maurilio De Zolt, Marco Albarello und Giorgio Vanzetta den Olympiasieg in der 4 × 10-km-Staffel und sicherte sich damit zum ersten und einzigen Mal in seiner Karriere olympisches Gold, nachdem er als Schlussläufer auf der Zielgeraden den bis dahin führenden Bjørn Dæhlie noch besiegen konnte. Zuvor hatte er bereits Bronze in der Verfolgung gewonnen. Beim ersten Weltcup nach den Spielen in Lahti verpasste er als Vierter nur knapp das Podium. Die Saison beendete er auf Rang fünf der Weltcup-Gesamtwertung.
Mit der Saison 1994/95 bestritt er seine erfolgreichste Weltcup-Saison. So stand er in Sappada erstmals als Zweiter wieder auf dem Podium. Auch im Januar überzeugte er erneut und landete auf Rang drei in Nové Město na Moravě. Im Februar belegte er als Zweiter in Falun erneut einen guten Podestplatz und reiste damit als Medaillenfavorit zu den folgenden Nordischen Skiweltmeisterschaften 1995 in Thunder Bay. Nach Rang fünf über 30 km im klassischen Stil erreichte er über 10 km im klassischen Stil Rang vier. Nach Silber in der Verfolgung sicherte er sich im Einzelrennen über 50 km seinen ersten und einzigen Einzel-Weltmeistertitel. Mit der Staffel sicherte er sich Bronze. Die Saison beendete er wenig später auf dem dritten Platz der Weltcup-Gesamtwertung. Es blieb sein bestes Saisonresultat in seiner gesamten Karriere.
In den folgenden beiden Jahren landete er mit regelmäßigen Podestplatzierungen und überwiegend Top-10-Resultaten zweimal in Folge auf dem fünften Platz Gesamtwertung. Bei den Nordischen Skiweltmeisterschaften 1997 blieb er erstmals ohne Einzelmedaille. Lediglich mit der Staffel sicherte er sich Bronze. In der folgenden Saison 1997/98 gelang Fauner mit guten Weltcup-Ergebnissen erneut die Qualifikation für die Olympischen Winterspiele 1998 in Nagano. Bei seinen zwischenzeitlich dritten Olympischen Spielen gewann Fauner nach Rang zehn über 10 km die Bronzemedaille im 30-km-Rennen. In der Verfolgung belegte er den vierten Platz und verpasste damit nur knapp die Medaillenränge. Nachdem er sich im folgenden Staffelrennen gemeinsam mit Marco Albarello, Fulvio Valbusa und Fabio Maj die Silbermedaille sicherte, erreichte er im abschließenden 50-km-Einzelrennen erneut den zehnten Platz.
Im folgenden Jahr blieb Fauner bei seinen letzten Weltmeisterschaften 1999 in Ramsau am Dachstein erneut ohne Einzelmedaille. Im Staffelrennen landete er auf dem Bronzerang.
Im März 2000 belegte Fauner im Sprint von Lahti erstmals nach langer Zeit wieder einen Podestplatz. Erst knapp ein Jahr später stand er in Soldier Hollow wieder auf Rang drei. Bei den folgenden Nordischen Skiweltmeisterschaften 2001 in Lahti startete Fauner nur im Sprint und landete auf Rang sieben. Ein weiteres Jahr und einige durchwachsene Weltcups später startete er mit 33 Jahren noch einmal bei den Olympischen Winterspielen 2002 in Salt Lake City. Über 30 km belegte er einen schwachen 51. Platz, bevor er im Sprint auf Rang 14 ins Ziel lief. Die Saison beendete er wenig später noch einmal auf Rang 32 der Weltcup-Gesamtwertung.
Im folgenden Jahr lief er der Weltspitze nur noch hinterher. Zwar erreichte er noch einmal die Qualifikation für die Nordischen Skiweltmeisterschaften 2003 im Val di Fiemme, kam dort aber nicht über den 37. Platz im Sprint nicht hinaus. Zum Saisonende im März begann Fauner sich mehr und mehr auf Langstreckenrennen im Marathon-Cup zu konzentrieren. Beim Wasalauf belegte er Rang 13.
Sein letztes Rennen im Marathon-Cup bestritt im März 2006 im Alter von mittlerweile 37 Jahren in Samedan. Das Rennen über 42 km beendete er auf dem siebenten Platz.
Fauner war Angehöriger der Sportfördergruppe der Carabinieri. Seit Mai 2007 ist er Cheftrainer italienischen Skilanglauf-Nationalmannschaft. Zuvor war er bei den Olympischen Winterspielen 2006 in Turin einer der offiziellen Fackelträger bei der Eröffnungsfeier.

## Auszeichnungen
Für seine Erfolge wurden Fauner mehrere Auszeichnungen verliehen, so das Verdienstkreuz der italienischen Armee in Silber 1995 und Gold 1997. Im gleichen Jahr erhielt er zudem auch den Collare d'oro al merito sportivo. 2007 wurde er mit dem Verdienstorden der Italienischen Republik in der Stufe Ritter des Verdienstordens der Italienischen Republik ausgezeichnet.

## Erfolge

### Olympische Winterspiele
- 1992 in Albertville: Silber mit der Staffel
- 1994 in Lillehammer: Gold mit der Staffel, Bronze über 15 km
- 1998 in Nagano: Silber mit der Staffel, Bronze über 30 km

### Weltmeisterschaften
- 1993 in Falun: Silber mit der Staffel, Bronze über 25 km
- 1995 in Thunder Bay: Gold über 50 km, Silber über 15 km, Bronze mit der Staffel
- 1997 in Trondheim: Bronze mit der Staffel
- 1999 in Ramsau am Dachstein: Bronze mit der Staffel

### Weltcupsiege im Einzel
| Nr. | Datum           | Ort         | Disziplin        |
| --- | --------------- | ----------- | ---------------- |
| 1.  | 19. März 1995   | Thunder Bay | 50 km Freistil 1 |
| 2.  | 11. Januar 1997 | Hakuba      | 10 km klassisch  |
| 3.  | 12. Januar 1997 | Hakuba      | 15 km Freistil   |

### Siege bei Skimarathon-Rennen
- 1996 Gsieser Tal-Lauf, 42 km Freistil
- 2000 Gsieser Tal-Lauf, 42 km Freistil

## Platzierungen im Weltcup

### Weltcup-Statistik
Die Tabelle zeigt die erreichten Platzierungen im Einzelnen.
- 1.–3. Platz: Anzahl der Podiumsplatzierungen
- Top 10: Anzahl der Platzierungen unter den ersten zehn
- Punkteränge: Anzahl der Platzierungen innerhalb der Punkteränge
- Starts: Anzahl gelaufener Rennen in der jeweiligen Disziplin
- Hinweis: Bei den Distanzrennen erfolgt die Einordnung gemäß FIS.

| Platzierung         | Distanzrennen a | Distanzrennen a | Distanzrennen a | Distanzrennen a | Distanzrennen a | Skiathlon Verfolgung | Sprint | Etappen- rennen b | Gesamt | Team c | Team c  |
| Platzierung         | ≤ 5 km          | ≤ 10 km         | ≤ 15 km         | ≤ 30 km         | > 30 km         | Skiathlon Verfolgung | Sprint | Etappen- rennen b | Gesamt | Sprint | Staffel |
| ------------------- | --------------- | --------------- | --------------- | --------------- | --------------- | -------------------- | ------ | ----------------- | ------ | ------ | ------- |
| 1. Platz            |                 | 1               | 1               |                 | 1               |                      |        |                   | 3      |        |         |
| 2. Platz            |                 |                 | 3               | 2               |                 | 1                    |        |                   | 6      |        |         |
| 3. Platz            |                 |                 | 3               | 2               |                 | 2                    | 3      |                   | 10     |        |         |
| Top 10              |                 | 6               | 20              | 9               | 5               | 5                    | 11     |                   | 56     | 1      | 3       |
| Punkteränge         |                 | 19              | 36              | 20              | 10              | 6                    | 19     |                   | 110    | 1      | 3       |
| Starts              |                 | 25              | 45              | 26              | 10              | 9                    | 26     |                   | 141    | 1      | 3       |
| Stand: Karriereende |                 |                 |                 |                 |                 |                      |        |                   |        |        |         |

### Weltcup-Gesamtplatzierungen
| Saison    | Gesamt | Gesamt | Distanz | Distanz     | Sprint | Sprint |
| Saison    | Punkte | Platz  | Punkte  | Platz       | Punkte | Platz  |
| --------- | ------ | ------ | ------- | ----------- | ------ | ------ |
| 1987/88   | 1      | 53.    | –       | –           | –      | –      |
| 1988/89   | –      | –      | –       | –           | –      | –      |
| 1989/90   | 2      | 54.    | –       | –           | –      | –      |
| 1990/91   | 4      | 43.    | –       | –           | –      | –      |
| 1991/92   | 37     | 14.    | –       | –           | –      | –      |
| 1992/93   | 308    | 6.     | –       | –           | –      | –      |
| 1993/94   | 412    | 5.     | –       | –           | –      | –      |
| 1994/95   | 591    | 3.     | –       | –           | –      | –      |
| 1995/96   | 508    | 5.     | –       | –           | –      | –      |
| 1996/97   | 447    | 5.     | 77      | 13. 2       | 320    | 3.     |
| 1997/98   | 273    | 9.     | 145     | 8. 2        | 128    | 11.    |
| 1998/99   | 169    | 24.    | 46      | 26. 2       | 111    | 22.    |
| 1999/2000 | 234    | 26.    | 18 76   | 43. 2 33. 3 | 140    | 8.     |
| 2000/01   | 186    | 25.    | –       | –           | 147    | 11.    |
| 2001/02   | 140    | 32.    | –       | –           | 98     | 19.    |
| 2002/03   | 17     | 95.    | –       | –           | 17     | 45.    |
| 2003/04   | 24     | 96.    | 24      | 62.         | –      | –      |
| 2004/05   | –      | –      | –       | –           | –      | –      |
| 2005/06   | 5      | 165.   | 5       | 121.        | –      | –      |

## Auszeichnungen
- 1994: Weltmannschaft des Jahres mit der italienischen Skilanglauf-Staffel bei der Wahl der Gazzetta dello Sport (gemeinsam mit Maurilio De Zolt, Marco Albarello und Giorgio Vanzetta)